# Nawracający sen
Nawracający sen – sen, który doświadczany jest wielokrotnie przez długi okres. Może być przyjemny bądź koszmarny. Każda osoba doświadcza go w unikalny sposób, wynikający często z jej doświadczeń.

## Popularne motywy nawracających snów
Dzięki analizom psychologicznym i badaniom, motywy najczęściej występujących nawracających snów zostały rozpoznane. Są to między innymi sny o byciu ściganym. Według badań, poniższe motywy przejawiają się w ponad połowie nawracających snów:
- Problemy z utrzymaniem domu
- Wypadające zęby. Sigmund Freud wierzył, że jeśli kobieta doświadcza nawracającego snu o wypadających zębach, nieświadomie pragnie posiadać dzieci. Wierzył też, że w przypadku mężczyzny sen taki oznacza podświadomy strach przed kastracją[2].
- Odkrywanie nowych pokojów w domu. Freud uważał, że domy reprezentują ciała. Inni badacze twierdzili, że odkrywanie nowych pokojów reprezentuje odkrywanie nowych rzeczy o samym śniącym, lub o jego potencjale[2].
- Utrata kontroli nad pojazdem.
- Niemożność znalezienia toalety.
- Umiejętność latania.

Tematów powtarzających się snów jest wiele, również często występują poniższe przykłady:
- Niemożność poruszania się (w porównaniu z paraliżem przysennym).
- Nagość w miejscu publicznym.
- Brak promocji do następnych klas w szkole lub niemożliwość zdania testu bądź egzaminu.
- Utrata umiejętności mówienia.
- Ucieczka przed tornadem lub bycie porwanym przez tornado.
- Topienie się, bądź inny rodzaj pozbawienia możliwości oddychania.
- Odnalezienie utraconych rzeczy.
- Niemożność zapalenia świateł we własnym domu.
- Przebywanie z partnerem życiowym.
- Spóźnienie na autobus, samolot lub pociąg, i niekiedy próby dogonienia pojazdu.
- Powrót do starej szkoły spowodowany niedokończonym zadaniem lub inną nierozwiązaną kwestią.
- Ściganie przez zwierzę lub mordercę.

## Zaburzenia psychologiczne związane z nawracającymi snami
- Zespół stresu pourazowego. Ludzie cierpiący na zespół stresu pourazowego mogą zmagać się z nawracającymi snami. Takie sny uważane są za chroniczne koszmary, które działają jako symptom PTSD. Badania wykazały, że stopień traumy ma związek z niepokojem towarzyszącym takim snom[3].
- Stany lękowe. Dowody sugerują, że nawracające sny pojawiają się w czasie stresu, a kiedy problem będący podłożem stresu zostaje rozwiązany, sny te przestają się powtarzać[4].
- Zaburzenia obsesyjno-kompulsywne.
- Epilepsja[5]

## Możliwe wyjaśnienia nawracających snów
- Teoria symulacji zagrożenia. Teoria ta została zaproponowana przez Antti Revonsuo i zakłada, że biologiczna funkcja snu ma symulować wydarzenia zagrażające śniącemu, aby rozwinąć zachowania pozwalające unikać zagrożeń. Teoria spotkała się z mieszanymi opiniami. Zadra i inni odkryli w swoich badaniach, że 66% powtarzających się snów zawiera przynajmniej jedno zagrożenie. W przeważającej większości, te zagrożenia były skierowane na samego śniącego. Odkryli oni jednak również, że mniej niż 15% powtarzających się snów zawiera realne sytuacje, które mogłyby okazać się decydujące dla czyjegoś przetrwania. Badania wskazały, że śniącemu zazwyczaj nie udaje się ucieczka przed zagrożeniem. Wyniki tych badań dostarczają więc dowodów częściowo wspierających teorię zaproponowaną przez Revonsuo[6].
- Teoria dotycząca snów według Gestaltystów. Teoria ta traktuje nawracające sny jako reprezentację obecnego stanu nierównowagi psychicznej danej osoby. Uświadomienie sobie tego braku równowagi poprzez powtarzający się sen pozwala takiej osobie przywrócić stan równowagi[4].
- Freud wierzył, że powtarzające się traumatyczne sny wykazywały przejawy neurotycznych, nawracających zachowań kompulsywnych[4].
- Jung wierzył, że powtarzające się sny odegrały istotną rolę w integracji psychiki[4].
- Przedstawiona przez Bonime w 1962 r. teoria dotycząca snów w ujęciu kulturalizmu zakłada, że powtarzające się sny reprezentują brak pozytywnych zmian lub rozwoju osobowości[4].
- Teoria świadomego snu zakłada, że niektórzy ludzie doświadczają nawracających snów i jest to normalne zjawisko[7].

## Metody leczenia nawracających snów
- Stosowanie technik relaksacyjnych i ćwiczeń pobudzających wyobraźnię przed pójściem spać stanowi popularną propozycję leczenia. Wyobrażenie sobie snu i zamierzonego zadania, jakie należy w tym śnie wykonać pozwala pamiętać, że należy wykonać takie zadanie w czasie rzeczywistego snu. Gdy zadanie takie pojawi się  we śnie, śpiący będzie dysponować wstępną wskazówką, która przypomni o tym, że jest to tylko sen, co umożliwi wejście w interakcję z senną wizją. Po osiągnięciu tego stanu można skonsultować się z terapeutą, który doradzi w jaki sposób najlepiej wpłynąć na powtarzający się sen tak, aby był on mniej traumatyczny. Istnieje szereg różnych propozycji naukowych co do tego, jak terapia taka może wyglądać[4].
- Stawienie czoła scenie wywołującej strach i przezwyciężenie strachu. Metoda taka została zaproponowana przez Garfielda w 1974 r.[4]
- Zmiana niewielkiego aspektu snu, co zaproponował Halliday w roku 1982.[4]
- Doprowadzenie do dialogu pojednawczego pomiędzy sennym ego a wrogimi postaciami ze snu, co zaproponował Tholey w 1988 r.[4]